# I was made for dancin'
I was made for dancin' (Nederlands: "Ik ben gemaakt om te dansen") is een nummer van de Amerikaans-Noorse zanger Leif Garrett. Het is afkomstig van zijn album Feel the need uit 1978. In oktober dat jaar werd het nummer op single uitgebracht in de Verenigde Staten, Canada, Australië, Nieuw-Zeeland en Japan. In januari 1979 volgde Europa.

## Achtergrond
Garrett was destijds (1977-1981) een tieneridool, maar dan voornamelijk in de Verenigde Staten en Canada. Zo had hij in 1979 een gastrol in de eerste, dubbele aflevering "Roller Disco" van het derde seizoen van de populaire televisieserie CHiPs.
De plaat werd in een aantal landen een hit. In Spanje werd zelfs de nummer 1-positie behaald. In thuisland de Verenigde Staten bereikte de plaat de 10e positie in de Billboard Hot 100 en stond 21 weken in de lijst genoteerd. In Canada werd de 12e positie bereikt, in Australië de 2e, Nieuw-Zeeland de 3e, Japan de 12e, Duitsland de 10e, Ierland de 5e en in het Verenigd Koninkrijk werd de 4e positie bereikt in de UK Singles Chart. In Nederland en België was I was made for dancin' Garrets' enige hit.
In Nederland was de plaat op vrijdagavond 2 februari 1979 Veronica Alarmschijf op Hilversum 3 en werd ook door dj Frits Spits regelmatig gedraaid in zijn NOS radioprogramma De Avondspits. De plaat werd mede hierdoor een radiohit in de destijds drie hitlijsten op de nationale publieke popzender en bereikte de 11e positie in zowel de Nederlandse Top 40 als de TROS Top 50. In de Nationale Hitparade werd de 13e positie behaald. In de Europese hitlijst op Hilversum 3, de TROS Europarade, werd de 3e positie bereikt.
In België bereikte de plaat de 8e positie in de voorloper van de Vlaamse Ultratop 50 en de 5e positie in de Vlaamse Radio 2 Top 30.
Het nummer is geschreven door muziekproducent Michael Lloyd in een arrangement was John D’Andrea, die ook tekenden voor de B-kant.
Het nummer kent een aantal covers: Ilona Staller, Nicole en Hugo (Kom, laat ons dansen), Frank Valentino (Gek op dansen). Stefan Hallberg zong het samen met fans van de Duitse profclub Hamburger SV onder de titel Wer werd Deutscher Meister? HSV! in betere tijden van de club (1979).

## Hitnoteringen

### Nederlandse Top 40
| Hitnotering: week 6 t/m 13 in 1979 | Hitnotering: week 6 t/m 13 in 1979 | Hitnotering: week 6 t/m 13 in 1979 | Hitnotering: week 6 t/m 13 in 1979 | Hitnotering: week 6 t/m 13 in 1979 | Hitnotering: week 6 t/m 13 in 1979 | Hitnotering: week 6 t/m 13 in 1979 | Hitnotering: week 6 t/m 13 in 1979 | Hitnotering: week 6 t/m 13 in 1979 | Hitnotering: week 6 t/m 13 in 1979 |
| Week:                              | 1                                  | 2                                  | 3                                  | 4                                  | 5                                  | 6                                  | 7                                  | 8                                  |                                    |
| ---------------------------------- | ---------------------------------- | ---------------------------------- | ---------------------------------- | ---------------------------------- | ---------------------------------- | ---------------------------------- | ---------------------------------- | ---------------------------------- | ---------------------------------- |
| Positie:                           | 29                                 | 15                                 | 11                                 | 11                                 | 13                                 | 19                                 | 34                                 | 40                                 | uit                                |

### Nationale Hitparade
| Hitnotering: 17-02-1979 t/m 05-04-1979 | Hitnotering: 17-02-1979 t/m 05-04-1979 | Hitnotering: 17-02-1979 t/m 05-04-1979 | Hitnotering: 17-02-1979 t/m 05-04-1979 | Hitnotering: 17-02-1979 t/m 05-04-1979 | Hitnotering: 17-02-1979 t/m 05-04-1979 | Hitnotering: 17-02-1979 t/m 05-04-1979 | Hitnotering: 17-02-1979 t/m 05-04-1979 | Hitnotering: 17-02-1979 t/m 05-04-1979 |
| Week:                                  | 1                                      | 2                                      | 3                                      | 4                                      | 5                                      | 6                                      | 7                                      |                                        |
| -------------------------------------- | -------------------------------------- | -------------------------------------- | -------------------------------------- | -------------------------------------- | -------------------------------------- | -------------------------------------- | -------------------------------------- | -------------------------------------- |
| Positie:                               | 26                                     | 16                                     | 14                                     | 15                                     | 13                                     | 17                                     | 30                                     | uit                                    |

### TROS Top 50
Hitnotering: 22-02-1979 t/m 22-03-1979. Hoogste notering: #11 (2 weken).

### TROS Europarade
Hitnotering: 24-02-1979 t/m 12-04-1979. Hoogste notering: #3 (1 week).

### Vlaamse Radio 2 Top 30
| Hitnotering: 24-02-1979 t/m 13-04-1979 | Hitnotering: 24-02-1979 t/m 13-04-1979 | Hitnotering: 24-02-1979 t/m 13-04-1979 | Hitnotering: 24-02-1979 t/m 13-04-1979 | Hitnotering: 24-02-1979 t/m 13-04-1979 | Hitnotering: 24-02-1979 t/m 13-04-1979 | Hitnotering: 24-02-1979 t/m 13-04-1979 | Hitnotering: 24-02-1979 t/m 13-04-1979 | Hitnotering: 24-02-1979 t/m 13-04-1979 |
| Week:                                  | 1                                      | 2                                      | 3                                      | 4                                      | 5                                      | 6                                      | 7                                      |                                        |
| -------------------------------------- | -------------------------------------- | -------------------------------------- | -------------------------------------- | -------------------------------------- | -------------------------------------- | -------------------------------------- | -------------------------------------- | -------------------------------------- |
| Positie:                               | 12                                     | 5                                      | 13                                     | 8                                      | 9                                      | 12                                     | 26                                     | uit                                    |

### Vlaamse Ultratop 50
| Hitnotering: 24-02-1979 t/m 20-04-1979 | Hitnotering: 24-02-1979 t/m 20-04-1979 | Hitnotering: 24-02-1979 t/m 20-04-1979 | Hitnotering: 24-02-1979 t/m 20-04-1979 | Hitnotering: 24-02-1979 t/m 20-04-1979 | Hitnotering: 24-02-1979 t/m 20-04-1979 | Hitnotering: 24-02-1979 t/m 20-04-1979 | Hitnotering: 24-02-1979 t/m 20-04-1979 | Hitnotering: 24-02-1979 t/m 20-04-1979 | Hitnotering: 24-02-1979 t/m 20-04-1979 |
| Week:                                  | 1                                      | 2                                      | 3                                      | 4                                      | 5                                      | 6                                      | 7                                      | 8                                      |                                        |
| -------------------------------------- | -------------------------------------- | -------------------------------------- | -------------------------------------- | -------------------------------------- | -------------------------------------- | -------------------------------------- | -------------------------------------- | -------------------------------------- | -------------------------------------- |
| Positie:                               | 15                                     | 11                                     | 11                                     | 11                                     | 8                                      | 10                                     | 14                                     | 24                                     | uit                                    |

### NPO Radio 2 Top 2000
I was made for dancin' stond alleen in 2000 in de NPO Radio 2 Top 2000, op plek 1773.